# Az év magyar kosárlabdázója
Az év magyar kosárlabdázója címet 1964 óta ítéli oda a Magyar Kosárlabdázók Országos Szövetsége.

## Díjazottak
| Év   | Férfiak           | Nők                           |
| ---- | ----------------- | ----------------------------- |
| 1964 | Greminger János   | Hegedűs Györgyi               |
| 1965 | Banna Valér       | Kovács Katalin                |
| 1966 | Gabányi László    | Rátvay Katalin                |
| 1967 | Gabányi László    | Hegedűs Györgyi               |
| 1968 | Rácz János        | Hegedűs Györgyi               |
| 1969 | Tvordy György     | Túróczy Nóra                  |
| 1970 | Gabányi László    | Túróczy Nóra                  |
| 1971 | Pálffy Tamás      | Koroknai Katalin              |
| 1972 | Pálffy Tamás      | Rátvay Katalin                |
| 1973 | nem volt díjazott | Szabics Magdolna              |
| 1974 | Losonczy Árpád    | Kiss Lenke                    |
| 1975 | Kalmár Péter      | Szabics Magdolna              |
| 1976 | Losonczy Árpád    | Kiss Lenke                    |
| 1977 | Losonczy Árpád    | Szabics Magdolna              |
| 1978 | Németh Károly     | Kiss Lenke                    |
| 1979 | Recska László     | Kiss Lenke                    |
| 1980 | Szűcs József      | Boksay Zsuzsa                 |
| 1981 | nem volt díjazott | Boksay Zsuzsa                 |
| 1982 | Losonczy Árpád    | Borka Ágnes                   |
| 1983 | Kiss Tamás        | Boksay Zsuzsa                 |
| 1984 | Szűcs József      | Németh Ágnes                  |
| 1985 | Recska László     | Boksay Zsuzsa                 |
| 1986 | Heinrich Róbert   | Szöllősi Judit                |
| 1987 | Heinrich Róbert   | Balogh Judit                  |
| 1988 | Heinrich Róbert   | Németh Ágnes                  |
| 1989 | Heinrich Róbert   | Balogh Judit                  |
| 1990 | Zsebe Ferenc      | Balogh Judit                  |
| 1991 | Zsebe Ferenc      | Sztojkovics Éva               |
| 1992 | Bodrogi Csaba     | Sztojkovics Éva               |
| 1993 | Dávid Kornél      | Balogh Judit                  |
| 1994 | Dávid Kornél      | Csák Magdolna                 |
| 1995 | Dávid Kornél      | Balogh Judit                  |
| 1996 | Dávid Kornél      | Németh Ágnes, Balázs Hajnalka |
| 1997 | Sitku Ernő        | Balogh Judit                  |
| 1998 | Gulyás Róbert     | Balogh Judit                  |
| 1999 | Dávid Kornél      | Balogh Judit                  |
| 2000 | Kálmán László     | Csák Magdolna                 |
| 2001 | Kálmán László     | Iványi Dalma                  |
| 2002 | Németh István     | Balogh Judit                  |
| 2003 | Dávid Kornél      | Iványi Dalma                  |
| 2004 | Kálmán László     | Iványi Dalma                  |
| 2005 | Mészáros Zalán    | Károlyi Andrea                |
| 2006 | Dávid Kornél      | Iványi Dalma                  |
| 2007 | Németh István     | Iványi Dalma                  |
| 2008 | Németh István     | Vajda Anna                    |
| 2009 | Lóránt Péter      | Fürész Emőke                  |
| 2010 | Horváth Ákos      | Fegyverneky Zsófia            |
| 2011 | Hanga Ádám        | Fegyverneky Zsófia            |
| 2012 | Hanga Ádám        | Honti Kata                    |
| 2013 | Hanga Ádám        | Fegyverneky Zsófia            |
| 2014 | Vojvoda Dávid     | Iványi Dalma                  |
| 2015 | Vojvoda Dávid     | Krivacsevics Tijána           |
| 2016 | Hanga Ádám        | Fegyverneky Zsófia            |
| 2017 | Vojvoda Dávid     | Medgyessy Dóra                |
| 2018 | Hanga Ádám        | Fegyverneky Zsófia            |
| 2019 | Perl Zoltán       | Raksányi Krisztina            |
| 2020 | nem volt díjazott | nem volt díjazott             |
| 2021 | Hanga Ádám        | Határ Bernadett               |
| 2022 | Perl Zoltán       | Fegyverneky Zsófia            |
| 2023 | Hanga Ádám        | Kiss Virág                    |
| 2024 | Perl Zoltán       | Juhász Dorka                  |